# Mięśnie żucia
Mięśnie żucia, mięśnie żuciowe (łac. musculi masticatores) – w anatomii ssaków grupa mięśni poruszających żuchwą, a tym samym uczestniczących w procesie żucia.
Do mięśni żucia zaliczają się:
- mięsień skroniowy (łac. musculus temporalis)
- mięsień żwacz (łac. musculus masseter)
- mięsień skrzydłowy boczny (łac. musculus pterygoideus lateralis)
- mięsień skrzydłowy przyśrodkowy (łac. musculus pterygoideus medialis)[1].

Przyczep początkowy każdego z nich leży na czaszce, końcowy zaś na żuchwie. Mięśnie żucia odpowiadają za ruchy w stawie skroniowo-żuchwowym. Z wyjątkiem mięśnia skrzydłowego bocznego, główną czynnością powyższych mięśni jest unoszenie żuchwy. Wszystkie mięśnie żucia mają wspólne unerwienie – od nerwu żuchwowego (trzecia gałąź nerwu trójdzielnego).
U człowieka najsilniejszym z mięśni tej grupy jest mięsień skroniowy.